# Рошица
Рошица (рум. Roşiţa) — село в Тараклийском районе Молдавии. Наряду с сёлами Верхняя Албота и Софиевка входит в состав коммуны Верхняя Албота.

## География
Село расположено на высоте 128 метров над уровнем моря. В 3 км на северо-запад от северной окраины села из дождевого источника берёт своё начало и течёт по направлению с севера на юг река Салчия, левый приток реки Большая Салчия (водосборный бассейн реки Ялпуг). Постоянным источником реки является родник, расположенный в 1 км южнее дождевого источника.

## История
До 1950 г. носило название Чикур.

## Население
По данным переписи населения 2004 года, в селе Рошица проживает 144 человека (71 мужчина, 73 женщины).
Этнический состав села:
| Национальность | Число жителей | Процентный состав |
| -------------- | ------------- | ----------------- |
| молдаване      | 133           | 92.36             |
| гагаузы        | 6             | 4.17              |
| украинцы       | 3             | 2.08              |
| болгары        | 1             | 0.69              |
| прочие         | 1             | 0.69              |
| Всего          | 144           | 100 %             |